# Município de Huntington (condado de Lorain, Ohio)
O município de Huntington (em inglês: Huntington Township) é um município localizado no condado de Lorain no estado estadounidense de Ohio. No ano de 2010 tinha uma população de 1.341 habitantes e uma densidade populacional de 19,78 pessoas por km².

## Geografia
O município de Huntington encontra-se localizado nas coordenadas 41° 06′ 33″ N, 82° 13′ 43″ O. Segundo o Departamento do Censo dos Estados Unidos, o município tem uma superfície total de 67.8 km², da qual 67,06 km² correspondem a terra firme e (1,09 %) 0,74 km² é água.

## Demografia
Segundo o censo de 2010, tinha 1.341 habitantes residindo no município de Huntington. A densidade populacional era de 19,78 hab./km². Dos 1.341 habitantes, o município de Huntington estava composto pelo 98,06 % brancos, o 0,89 % eram afroamericanos, o 0,3 % eram amerindios, o 0,15 % eram asiáticos e o 0,6 % eram de uma mistura de raças. Do total da população o 1,27 % eram hispanos ou latinos de qualquer raça.